# Ossingen
Ossingen – miejscowość i gmina (Politische Gemeinde) w północnej Szwajcarii, w kantonie Zurych, w okręgu (Bezirk) Andelfingen. Leży nad rzeką Thur.

## Geografia
Na terenie gminy leży jezioro Husemersee.

## Demografia
W Ossingen mieszka 1710 osób. W 2021 roku 10,9% populacji gminy stanowiły osoby urodzone poza Szwajcarią.

## Transport
Przez teren gminy przebiegają drogi główne nr 14 i nr 352.